# Стеркулія
Стеркулія, тропічний каштан (Sterculia) — рід рослин родини мальвові (Malvaceae).

## Назва
Поширена назва рослини «тропічний каштан» через форму листків. Латинська назва походить від грецького бога добрив Стеркула.

## Практичне використання
З дерев цього роду добувають емульгатор і загущувач E416.

## Види
Нараховують від 200 до 300 видів. Раніше до цього роду включали Brachychiton, Firmiana, Hildegardia, Pterocymbium, Pterygota, Scaphium.
- Sterculia africana
- Sterculia alexandri
- Sterculia apetala
- Sterculia balanghas
- Sterculia cinerea
- Sterculia colorata
- Sterculia cochinchinensis
- Sterculia foetida  – Яванська олива
- Sterculia guttata
- Sterculia hypochrea
- Sterculia khasiana
- Sterculia lanceolata
- Sterculia lychnophora
- Sterculia monosperma
- Sterculia murex
- Sterculia oblongata
- Sterculia parviflora
- Sterculia paniculata
- Sterculia quadrifida
- Sterculia quinqueloba
- Sterculia rhinopetala
- Sterculia rogersii
- Sterculia rubiginosa
- Sterculia scaphigera
- Sterculia schliebenii
- Sterculia tantraensis
- Sterculia tomentosa
- Sterculia thorelii
- Sterculia treubii
- Sterculia trichosiphon
- Sterculia urceolata
- Sterculia urens
- Sterculia villosa
- Sterculia zastrowiana